# Potocki-Palast (Warschau)

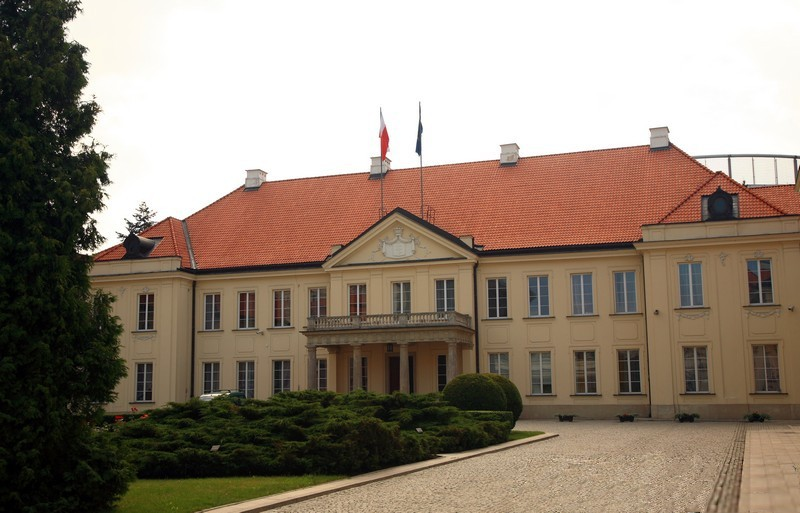
Das 1949 wieder aufgebaute und in den 2000er Jahren restaurierte Kerngebäude der Palastanlage

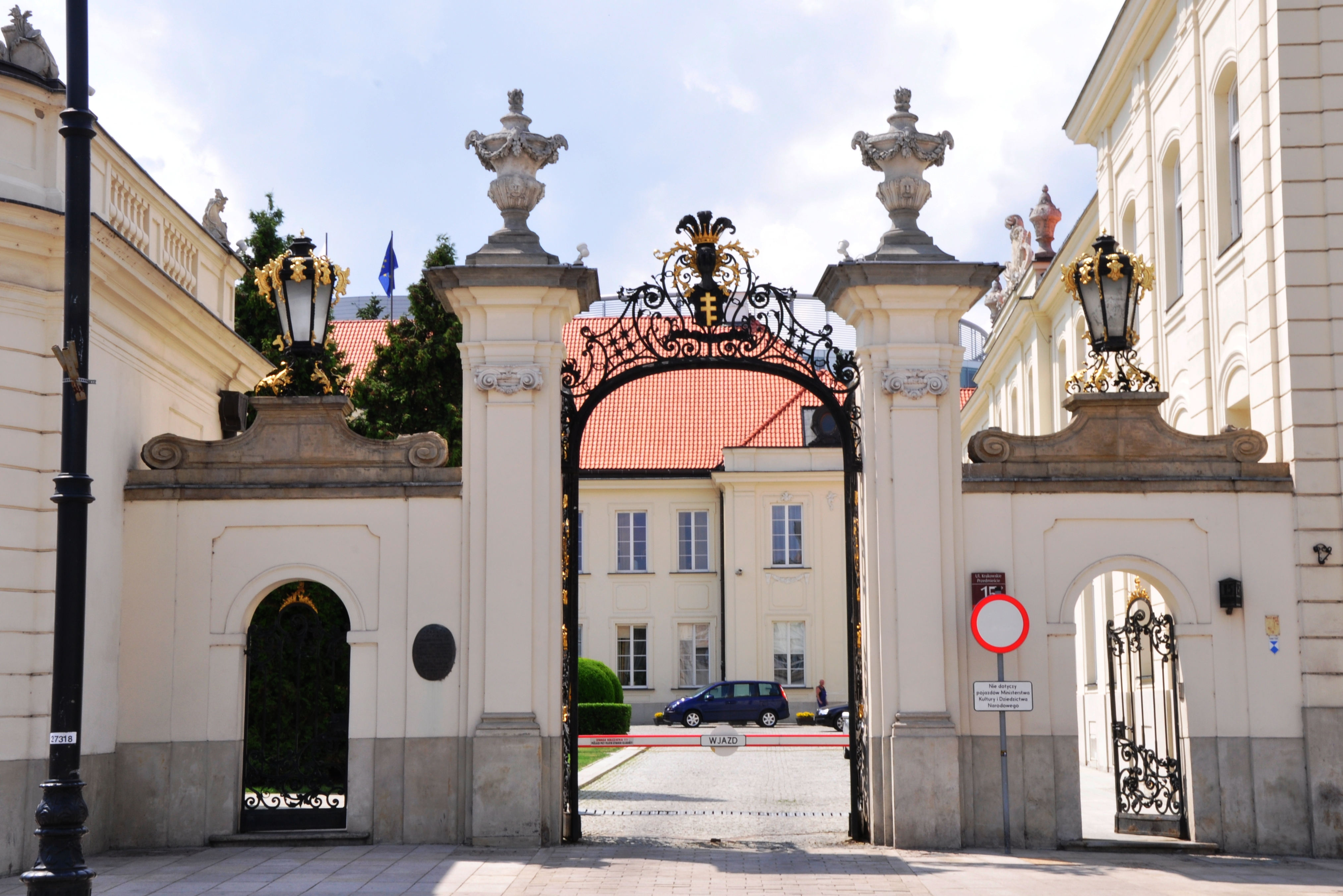
Das nördliche von zwei Zufahrtstoren an der Krakowskie Przedmieście

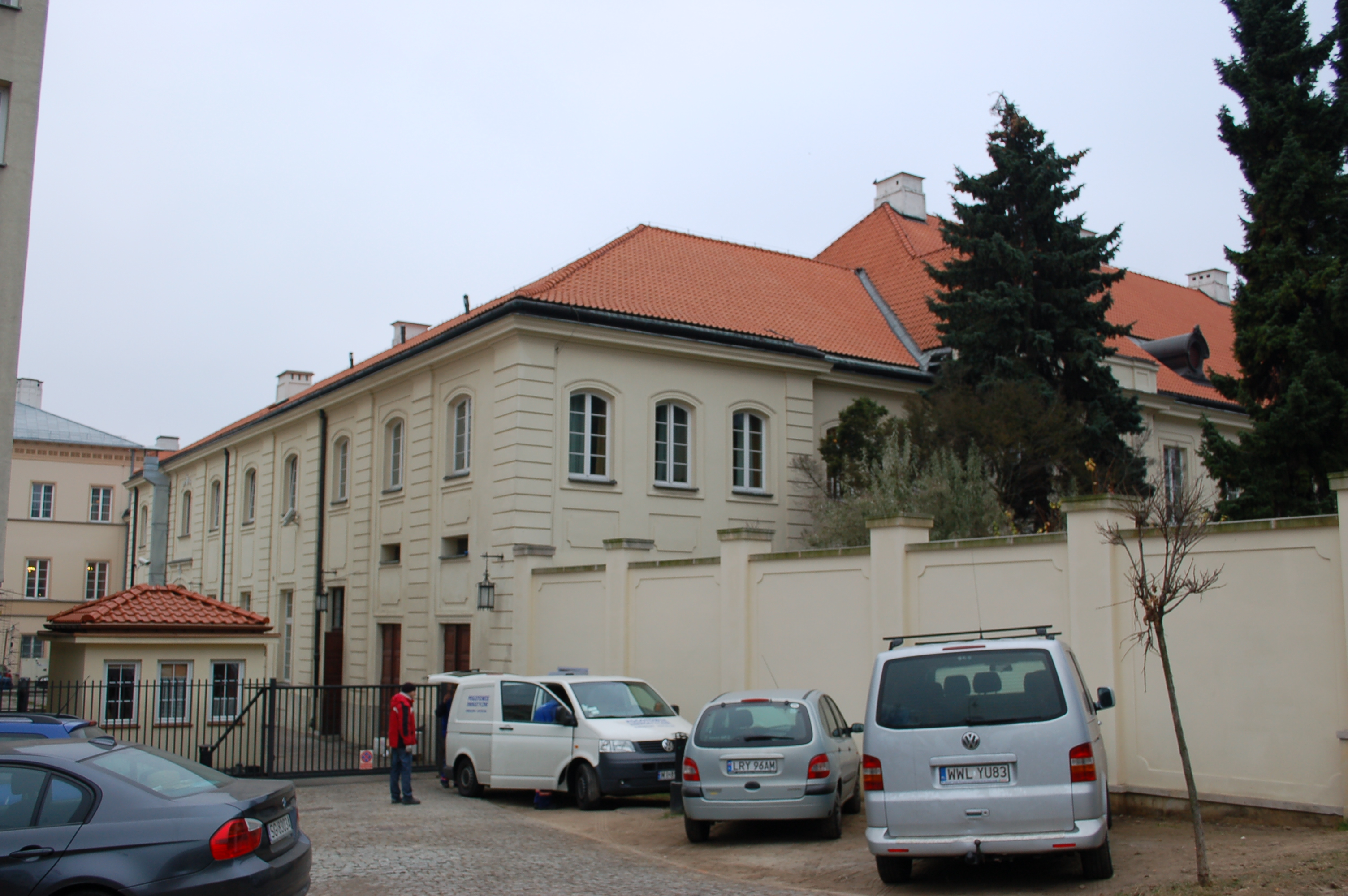
Die nordwestliche Ecke des Palastes. Hier entlang der Rückseite des nördlichen Palastflügels befindet sich der Hinterhof des früheren Mietshauses Krakowskie Przedmieście 17

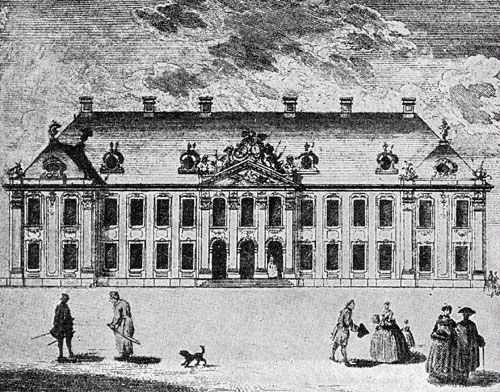
Das Kerngebäude des Palastes (noch ohne Verbreiterung) auf dem Stadtplan Ricaud de Tirregailles aus dem Jahr 1762

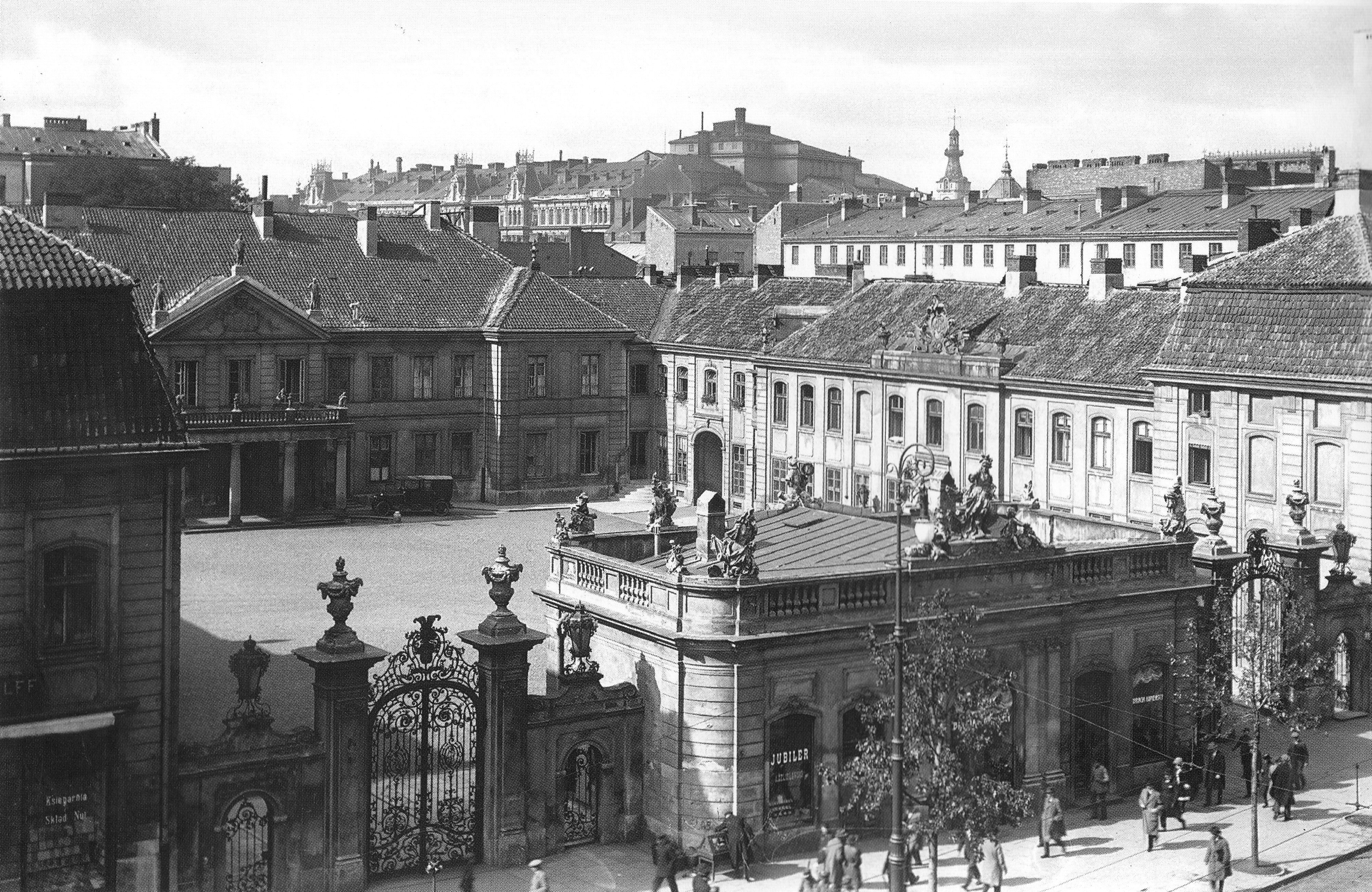
Der Palast auf einem Vorkriegsfoto

Der Potocki-Palast (polnisch: Pałac Potockich) ist ein bedeutender Barockpalast in herausgehobener Lage an der Krakowskie Przedmieście (Nr. 15, früher Nr. 56) in Warschau. Er liegt gegenüber dem Präsidentenpalast und im direkten Umfeld vieler historischer Baudenkmäler, wie der Hotels Bristol und Europejski, der Kirche und des Klosters des Karmeliterordens sowie des Adam-Mickiewicz-Denkmals. Hinter dem Objekt befinden sich das Teatr Wielki, der von Norman Foster entworfene Metropolitan-Bürokomplex und der Piłsudski-Platz, an dem bis zum Zweiten Weltkrieg der Sächsische Palast und das Brühlsche Palais lagen. Heute befindet sich in dem am Ende des 17. Jahrhunderts errichteten Palast der Sitz des polnischen Kultusministeriums.

## Geschichte
Ursprünglich stand hier ein ländliches Herrenhaus des Sieradzer Woiwoden Kaspar Dönhoff, das vor dem Jahr 1643 errichtet worden war. 1645 erbte es sein Sohn Aleksander, ein königlicher Sekretär und Abt. Wahrscheinlich wurde das Gebäude während des Schwedeneinfalls im Zweiten Nordischen Krieg zerstört. Unter Ernst Denhoff wurde ab 1693 ein einstöckiges barockes Gebäude von Józef Piola errichtet.

### Unter den Czartoryskis
Erbe von Denhoff war dessen Frau Konstancja, geb. Słuszka. Von ihr erhielten die Tochter Joanna Denhoff und deren Ehemann, der litauische Feldhetman Stanisław Denhoff das Gebäude. In zweiter Ehe war Denhoff mit Maria Zofia Sieniawska verheiratet. Sie erbte das Landhaus in der Krakowskie Przedmieście und nach dem Tode ihrer Eltern auch das beträchtliche Vermögen der Sieniawskis, womit sie eine der reichsten Frauen im Europa ihrer Zeit wurde. 1731 heiratete sie den Magnaten August Aleksander Czartoryski. Zu Beginn der 1760er Jahre begann die Familie Czartoryski mit Umbauarbeiten am Palast. Eine erhebliche Erweiterung und Gestaltung im Stile des späten Barocks und des Rokokos begann – vermutlich nach Plänen von Jakub Fontana. Das Aussehen des Palastes nach Abschluss der Arbeiten wurde von Pierre Ricaud de Tirregaille auf der Bordüre seines Warschauer Stadtplans von 1762 festgehalten. 1765 entstand die wahrscheinlich von Ephraim Schröger projektierte Wache (polnisch: kordegarda, vom französischen corps de garde) zur Straßenseite. Während des Umbaus waren Bildhauer wie Samuele Contessa, Jan Chryzostom Redler und Sebastian Zeisel beteiligt. Nach Abschluss der Bauarbeiten gehörte der Czartoryski-Palast zu den prächtigsten Residenzen Warschaus.

### Unter den Potockis
Im Jahr 1782 ging nach dem Tode Czartoryskis das Anwesen an seine Tochter Izabella, die mit Stanisław Lubomirski (1722–1782), einem Großmarschall der Polnischen Krone verheiratet war. Sie beauftragte Simon Gottlieb Zug mit der klassizistischen Umgestaltung einiger Räume des Palastes. 1790 war Zug auch federführend bei dem klassizistischen Umbau der Frontfassade des Palastes, bei dem auch ein Portikus angefügt wurde. Ebenfalls an den Umbauarbeiten beteiligt waren Johann Christian Kamsetzer und der Maler Antonio Tombari.
1799 erhielt die Tochter Aleksandra den Palast. Sie war mit Stanisław Kostka Potocki verheiratet. Bis 1944 sollte der Palast nun in den Händen der Familie Potocki verbleiben. 1806 und 1807 wohnte der Marschall von Frankreich Joachim Murat im Gebäude. 1807 wurde hier ein Ball für den anwesenden Napoleon Bonaparte gegeben. Im Jahre 1812 befand sich im Palast der Sitz des französischen Botschafters, des Erzbischofs Dominique Dufour de Pradt.
1824 übernahm Aleksander Potocki, der Sohn Aleksandras und Stanisław Kostkas, die Verwaltung der Anlage. Ab 1836 bewohnte er das Corps de Logis, die Seitenflügel vermietete er. 1845 erbte sein Sohn Stanisław den Palast. Im weiteren Verlauf wurde das Anwesen zunehmend als Mietshaus genutzt. Im Südflügel entstanden zur Straßenseite (heute Ulica Ossolińkich) elegante Ladengeschäfte. Unter anderen hatte hier die bekannte Buchhandlung Gebethner und Wolff ihren Sitz. Den Ehrenhof des Anwesens pachtete Gracjan Unger; er ließ hier 1881 von Leandro Marconi ein Galeriegebäude für Kunstausstellungen errichten. Jan Matejko stellte in dieser Galerie seine historischen Monumentalgemälde „Die Schlacht von Grunwald“ (1878) und „Preussischer Lehnseid“ aus.
In den ersten Jahren Kongresspolens nahm auch Nikolai Nikolajewitsch Nowossilzew, der Chef der russischen Geheimpolizei in Polen, im Palast seinen Sitz. Im Jahr 1886 erwarb Józef Potocki (vermutlich aus Antoniny) den Palast und ließ ihn grundlegend sanieren. Die Ungersche Galerie wurde 1896 abgerissen und die Tore beidseitig des Wachgebäudes erhielten 1909 neubarocke Gittertore. Die Brüder Leandro und Władysław Marconi waren leitend an den Umbau- und Restaurierungsmaßnahmen beteiligt.
Von 1915 bis 1918 befand sich hier die Residenz des Politikers Bogdan von Hutten-Czapski. 1922 fiel der Palast per Erbteilung an den Sohn Jożef Potocki. Im Jahr 1924 mietete sich hier die schwedische Gesandtschaft ein, bis sie ein eigenes Objekt in der Ulica Bagatela 3 beziehen konnte.

### Zweiter Weltkrieg und Nachkriegszeit
Beim Angriff auf Warschau 1939 wurde der Palast teilweise durch Bombentreffer zerstört. Am 7. August 1944 wurden Reste des Anwesens während der Kämpfe des Warschauer Aufstandes von deutschen Einheiten mittels Benzins abgebrannt. Nach dem Kriege wurde beschlossen, das Ensemble wieder zu errichten. Den Entwurf dazu fertigte Zygmunt Stępiński unter Leitung von Jan Zachwatowicz an. 1948 waren die Flügel und ein Jahr später der Kernbau errichtet. Das wiederaufgebaute Gebäude wurde zum Sitz des Ministeriums für Kultur und Kunst (polnisch: Ministerstwo Kultury i Sztuki) bestimmt. Heute wird die Institution als Ministerium für Kultur und nationales Erbe (polnisch: Ministerstwo Kultury i Dziedzictwa Narodowego) bezeichnet. Im Wachhaus „Kordegarda“ befindet sich eine Galerie für moderne Kunst.

## Architektur
Der eigentliche Palast steht auf einem rechteckigen Grundriss und wird von den Straßen Krakowskie Przedmieście (im Osten), Ulica Ossolińkich (im Süden) und der Ulica Marszałka Ferdinanda Focha (im Westen) umgeben. Das im Norden angrenzende ehemalige Mietshaus (Krakowskie Przedmieście 17) gehörte ursprünglich auch zu dem Palastensemble; es wurde 1847 nach einem Entwurf von Francesco Maria Lanci gebaut, im Zweiten Weltkrieg zerstört und – ebenfalls 1949 – unter Zygmunt Stępinski wieder errichtet.
Der dreiflügelige Bau, der einen Ehrenhof bildet, ist zweigeschossig im Barockstil mit spätbarocken Elementen ausgeführt. Das Kerngebäude verfügt über einen Mittelrisaliten, der über einen die Terrasse im ersten Stock stützenden, vierteiligen Säulenportikus verfügt. An die beiden Seitenrisalite des Gebäudes wurden kurze Flügel angesetzt, deren Dächer niedriger als das des Hauptgebäudes ausgeführt sind. Auf der westwärtigen Gebäudeseite befindet sich ein kleiner Garten. Neben dem hier ebenfalls mit einem Dreiecksgiebel gekrönten Mittelrisaliten verfügt diese Seite zusätzlich zu den älteren (integrierten) Seitenrisaliten über unterschiedliche breite Seitenrisalite an den jüngeren Flügelanbauten.
Die Seitenflügel setzten an den Flügelverbreiterungen des Hauptgebäudes an und erstrecken sich bis zur Krakowskie Przedmieście, wo sie je von einem – ebenfalls zweigeschossigen – Pavillon abgeschlossen werden. Diese Pavillons verfügen über Mansarddächer. Das Dach des nördlichen Pavillons geht in das angesprochene, unregelmäßige Gebäude Nr. 17 über. Das eingeschossige Wachhaus „Kordegarda“ ist spätbarock ausgeführt. Die Skulpturen auf der Attika stammen von Sebastian Zeisel, das Gitterwerk der beiden Torflügel wurde in der Fabrik von Z. Zielińksi gefertigt.